# Iat
Iat (ỉ3.t) az ókori egyiptomi vallás egyik istennője. A tej istennőjeként tisztelték, kapcsolatban állt a kisgyermekek szoptatásával. Neve hasonlít a tejet jelentő ỉ3t.t szóra. A Piramisszövegekben a király dajkájaként és táplálójaként említik. Kevéssé ismert istenség, szövegek ritkán foglalkoznak vele.